# جيمس بيتر كوين
جيمس بيتر كوين (بالإنجليزية: James Peter Quinn)‏ هو رسام أسترالي، ولد في 4 ديسمبر 1869 في ملبورن في أستراليا، وتوفي في 18 فبراير 1951.

## وصلات خارجية
- جيمس بيتر كوين على موقع أوليمبيديا (الإنجليزية)